# 専修大学北上高等学校
専修大学北上高等学校（せんしゅうだいがくきたかみこうとうがっこう）は、岩手県北上市にある私立高等学校。略称は「専大北上」（せんだいきたかみ）または「専北」（せんきた）。

## 概要
専修大学のグループ校である。専修大学からは、附属・松戸・玉名と共に「付属校」と呼ばれるが、運営している法人がそれぞれ異なる系属校である（専修大学北上福祉教育専門学校、専修大学北上幼稚園とは同一の学校法人北上学園である）。

## 沿革
- 1947年（昭和22年）4月 - 母体たる岩手洋裁専門学院創設
- 1948年（昭和23年）5月21日 - 文部大臣より財団法人岩手洋裁専門学院の設立許可
- 1950年（昭和25年）12月23日 - 財団法人岩手洋裁専門学院の理事会において財団法人岩手洋裁専門学院を学校法人黒沢尻女子学園に組織変更、その事業内容を黒沢尻女子高等学校、岩手洋裁専門学院等とすることを決定
- 1951年
  - 1月10日 - 理事長鎌田逸郎より岩手県知事国分謙吉宛に（学校法人等への）組織変更の申請書が提出される
  - 2月22日 - 学校法人黒沢尻女子学園へ組織変更認可
  - 4月 - 岩手洋裁専門学院に併設の形で黒沢尻女子高等学校開校。家庭科（被服課程）、専攻科を設置
- 1954年（昭和29年）4月 - 商業科を設置、
- 1956年（昭和31年）5月 - 火災により主要校舎を焼失する
- 1957年（昭和32年）
  - 4月 - 校名を黒沢尻女子高等学校から北上商業高等学校に変更。今年度より商業科が女子のみから男女共学となる
  - 7月 - 現在地に新校舎（当時）完成
  - 9月 - 法人名を学校法人北上学園に、校名を北上商業高等学校（商業科、家庭科（被服課程）、専攻科）に、北上洋裁専門学院（家庭科本科、高等科）に変更し、男女共学化
- 1961年（昭和36年）
  - 3月 - 専修大学のグループとなることが決まる
  - 6月 - 校名を専修大学北上商業高等学校、専修大学北上女子専門学院に変更
- 1962年（昭和37年）4月 - 校名を専修大学付属北上高等学校に変更。普通科を設置。校舎増築と体育館完成（当時）
- 1963年（昭和38年）
  - 7月 - 校名を専修大学北上高等学校に変更
  - 10月 - 男子寮完成（当時）
- 1964年（昭和39年）
  - 4月 - 鬼柳校地に土木科、建築科を設置。女子寮完成
  - 8月 - 図書館完成（当時）
- 1965年（昭和40年） - 北上学園北上幼稚園を開園
- 1968年（昭和43年）4月 - 自動車科を設置
- 1969年（昭和44年）
  - 10月 - 自動車整備実習場新築完成（当時）
  - 月不詳 - 北上学園北上幼稚園を専修大学北上幼稚園に名称変更
- 1970年（昭和45年）10月 - 新校舎（第一号館）第1期工事完了（工業科製図室等完成）
- 1972年（昭和47年）
  - 3月 - 家庭科募集停止
  - 12月 - 新校舎（第一号館）完成
- 1976年（昭和51年） - 専修大学北上女子専門学院が専修学校として認可を受け専修大学北上保育専門学校となる
- 1980年（昭和55年）5月 - 男子寮新築完成
- 1983年（昭和58年）10月 - 第二体育館（新体育館）完成
- 1987年（昭和62年）12月 - 第二号館新築完成
- 1991年（平成3年）
  - 4月 - 建築科、土木科を統合して建設科に改称。部室完成
  - 9月 - 体育館増築完成
  - 12月 - 高校創立40周年記念式典挙行。第二号館増築完成
- 1993年（平成5年） - クリエイションホール（図書館・視聴覚室）完成
- 2001年（平成13年） - 高校創立50周年記念式典挙行
- 2002年（平成14年）1月 - 「50（ゴーマル）記念館」完成
- 2003年（平成15年）4月 - 建設科を建築システム科に改称
- 2004年（平成16年） - 商業科の商経コースを総合事務コースと改称
- 2006年（平成18年）4月 - 岩手県立黒沢尻南高等学校移転による跡地を学校法人北上学園が取得し、利用開始
- 2007年（平成19年）3月 - 建築システム科募集停止
- 2009年（平成21年） - 新自動車実習棟完成
- 2011年（平成23年）10月 - 高校創立60周年記念式典挙行
- 2021年（令和3年） - 高校創立70周年記念式典挙行
- 2022年（令和4年） - 今年度より普通科のコース制をコース・専攻制に、商業科をグローカルビジネス科に改編
- 2023年（令和5年） - 第一号館(S館)新築

完成
- 2024年（令和6年） - 第二号館(N館)改修工事完了・旧一号館解体・校庭人工芝化完了

## 設置課程・学科
2022年度入学生より
- 普通科
  - ディープラーニング（DL）コース（以下の専攻への分属は2年次より）
    - 学問探究専攻
    - PBL専攻

  - アクティブラーニング（AL）コース（以下の専攻への分属は2年次より）
    - 福祉・保育・幼児教育専攻
    - 情報ビジネス専攻
    - スポーツ専攻
- グローカルビジネス科
- メカニックエンジニアリング科

2021年度入学生まで
- 普通科
  - 特別進学コース
  - 大学進学コース
  - 総合進学コース
- 商業科
- 自動車科

## カリキュラム
普通科（特別進学コース・大学進学コース・総合進学コース）は1学年から2学年へ、2学年から3学年へ進級する際に、生徒の志望の変化や適性にあわせてコースの入れ替えを行い、難関私大・国公立大をはじめとし、短大・専門学校から就職まで幅広い志望にこたえている。
資格取得に関わる授業についてグレード制をしき、能力に応じ高い資格取得を目指している。
自動車科は週に1度、学校付属の自動車整備工場での実習があり、卒業時には三級自動車整備士の受験資格を取得できる。その他にも、危険物取扱者各種資格、小型車両資格が取得できる。

## 部活動
建学以来、部活動振興に力を入れ、サッカー・野球・柔道・剣道・卓球・バドミントン・陸上等で常に県内上位を占める活躍を見せている。文化活動も盛んで、特に吹奏楽部のマーチングは東北でも指折りの水準である。硬式野球部は岩手県の強豪校として、夏の甲子園大会に度々出場している。2007年4月、高野連の指摘する野球界裏金発覚や特待生問題などにより、一時野球部は解散となったものの、6月1日付けで野球部の復帰活動が認められる。同年の第89回高校野球選手権大会の出場が懸かる、夏の岩手県予選への出場も可能となった。同校野球部の岩手県予選は決勝戦まで進出したが、決勝では花巻東高等学校に敗退し夏の甲子園出場はならなかった。
女子サッカー部は岩手県大会において2024年現在11年連続優勝を果たしている。

近年では男子サッカー部の活躍も目覚ましく、令和3年度全国高校サッカー選手権大会岩手県大会優勝以来、全国大会への出場を3度決めている。
体育会系
- 硬式野球部
- 軟式野球部
- 男子サッカー部
- 女子サッカー部
- ソフトボール部
- ソフトテニス部
- 陸上競技部
- 卓球部
- 剣道部
- バドミントン部
- レスリング部
- 男子バスケット部
- 女子バスケット部
- 男子バレー部
- 女子バレー部
- 体操部
- ハンドボール部

文化系部
- 吹奏楽部
- 茶道部
- 郷土芸能部
- 自動車部
- 書道部
- 総合探究部

## 高大連携
専修大学の系列校であるため、「付属校推薦制度」を利用して、毎年一定数の生徒が専修大学および石巻専修大学に進学している。
専修大学・石巻専修大学教授による出前授業も開催されている。

## 施設
- 図書室
- コンピューター室
- 講義室
- 音楽室
- 化学室
- 物理室
- 和室
- 調理室
- 被服室
- クリエーションホール
- 体育館

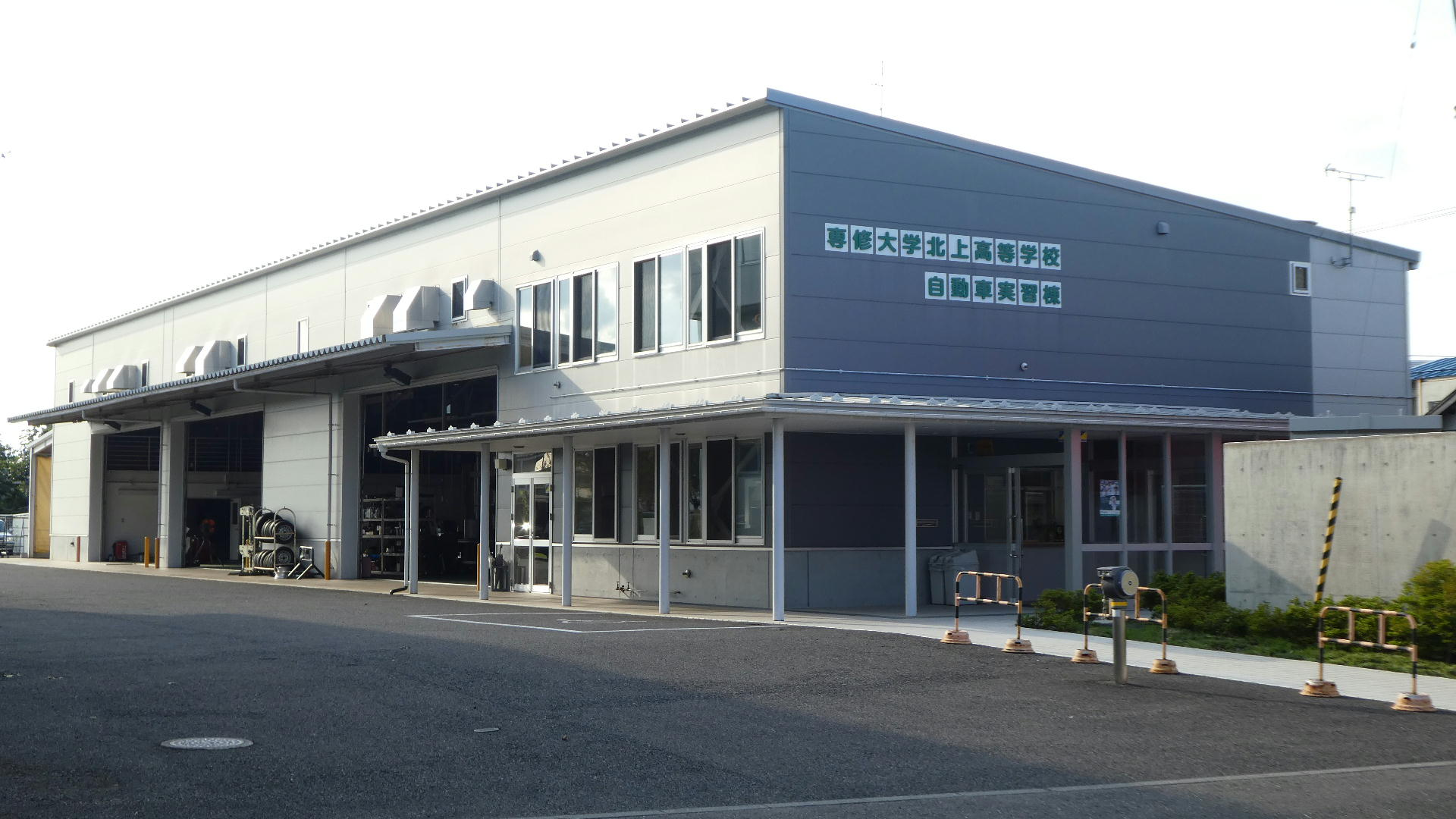
自動車科の自動車実習棟

- 50記念館（武道場・特別音楽室・実習室・トレーニングルーム等）
- 自動車実習場
- グラウンド

2023年度より新1号館が竣工し新たな施設が増える予定である。

## 関係者

### 卒業生
- 畠山和洋（プロ野球選手）
- 梶本勇介（プロ野球選手）
- 木立章成（プロ野球選手）
- 井上浩司（プロ野球選手）
- 近藤大雅（プロ野球選手）
- エル・サムライ（プロレスラー）
- 及川三千代（歌手、北上商業高校卒）
- 古市コータロー（ミュージシャン、俳優、中退）
- 藤原啓治（声優）
- バカ野坂（お笑い芸人、俺のバカ）

### 教職員
- 中尾孝義（野球部前監督、元プロ野球選手）

## 交通アクセス
JR東日本東北本線・北上線、北上駅より岩手県交通「横川目線」で、｢専修大学北上高校前｣下車。